# Piotr Haczek
Piotr Haczek (ur. 26 stycznia 1977 w Żywcu) – polski lekkoatleta, sprinter. Zawodnik MKS Żywiec, Warszawianki TOP 2000 i Skry Warszawa. Należał do słynnej grupy lisowczyków, podopiecznych trenera kadry czterystumetrowców, Józefa Lisowskiego.

## Osiągnięcia
Finalista olimpijski w sztafecie 4 x 400 m z Atlanty (6. miejsce - 3:00,96) i Sydney (6. miejsce - 3:03,22) - po dyskwalifikacji Amerykanów.
W składzie reprezentacyjnej sztafety 4 x 400 m zdobył złote medale podczas halowych mistrzostw świata w Lizbonie (2001 - 3:04,47) oraz mistrzostw świata w Sewilli (1999 - 2:58.91; po dyskwalifikacji sztafety USA za doping). Srebrny medal zdobył w HMŚ w Maebashi (1999 - 3:03,01 wówczas halowy rekord Europy), a także w mistrzostwach Europy w Budapeszcie (1998 - 2:58,88), gdzie ponadto w biegu indywidualnym na 400 m był 5. (45,46s). Brązowe krążki mistrzostw świata za sztafetę przyznano mu po latach, wskutek dyskwalifikacji Amerykanów (Ateny 1997 - 3:00,26; Edmonton 2001 - 2:59,71).
Wielkie triumfy Piotr Haczek święcił w młodzieżowych mistrzostwach Europy, gdzie zdobył 2 złote (1997 - 4 x 400 m: 3:03,07 i 1999 – 400 m: 45,78s) oraz 2 srebrne medale (1997 – 400 m: 45,72s i 1999 - 4 x 400 m: 3:03,22). Był też w sztafecie brązowym medalistą mistrzostw Europy juniorów (1995 – 3:09,65 s), złotym medalistą (po dyskwalifikacji za doping pierwszych na mecie Amerykanów) Igrzysk Dobrej Woli (1998 - 2:58,00) i złotym medalistą Igrzysk Frankofońskich (2001 - 3:04,91). Podczas superligi Pucharu Europy ze sztafetą zajął 1. (2001 - 3:01,79) i 2. miejsce (1999 - 3:01,06). Czterokrotnie zwyciężał podczas I ligi PE (1997 – 4 x 400 m: 3:01,15; 1998 – 400 m: 46,18s i 4 x 400 m: 3:02,82; 2000 – 4 x 400 m: 3:02,41).
Mistrz Polski w sztafecie 4 x 400 m (2001), 2-krotny halowy mistrz Polski na 400 m. 2-krotny rekordzista Polski w reprezentacyjnej sztafecie 4 x 400 m (do 2:58,00 w 1998).
Haczek biegł na trzeciej zmianie polskiej sztafety 4 x 400 metrów, która w 1998 ustanowiła aktualny rekord Polski w tej konkurencji – 2:58,00. Haczkowi zmierzono na jego zmianie czas 44,0 s – najlepszy w historii wśród Polaków biegnących w sztafecie 4 x 400 m.
Od października 2009 do listopada 2012 pełnił funkcję dyrektora sportowego Polskiego Związku Lekkiej Atletyki. Od stycznia 2015 do października 2018 roku był dyrektorem sportowym duńskiej federacji lekkoatletycznej.

## Rekordy życiowe
Na Stadionie
- bieg na 100 m – 10,58 s. (17 czerwca 1998, Warszawa)
- bieg na 200 m – 20,97 s. (17 sierpnia 2000, Warszawa)
- bieg na 400 m – 45,43 s. (23 września 2000, Sydney) - 14. wynik w historii polskiej lekkoatletyki[5]

w hali
- bieg na 200 m - 21,71 s. (23 lutego 1997, Spała)
- bieg na 400 m - 46,64 s. (22 lutego 1999, Spała) - 9. wynik w historii polskiej lekkoatletyki